# Postliminium
Postliminium byl podle římského práva návrat do původního právního stavu, obnovení téměř všech dřívějších práv a povinností římského občana, který v době války upadl v cizině do zajetí a tím o ně přišel.
Podle přísného ius civile platilo, že zajatého Římana postihuje nejvyšší forma kapitisdeminuce, nejenže přestává být svobodným římským občanem, ale přichází o celou svou právní osobnost, už nemůže vystupovat jako subjekt práva. V souvislosti s tím zanikají i všechny právní vztahy s ním spojené. Jestliže se ale někdy ze zajetí vrátil, a to ať už na území Říma nebo i spřáteleného státu, měl právo postliminia (ius postliminii), které obnovilo všechny předchozí právní vztahy, které před zajetím měl. A to plně v původním stavu, protože postliminium fingovalo, že po celou dobu zůstala jeho právní osobnost nedotčena. Výjimkou byla držba, jakožto faktický stav, který bylo zapotřebí obnovit také fakticky, a také manželství, jehož zánik už obnovit nebylo možné. Právo postliminia nicméně neplatilo tehdy, jestliže bylo mezinárodní smlouvou vyloučeno vrácení zajatců, a neplatilo ovšem také pro přeběhlíky na nepřátelskou stranu a pro ty, co se vzdali do zajetí dobrovolně.